# Krister Hagen
Krister Hagen (Kristiansand, Noruega, 12 de enero de 1989) es un ciclista noruego que fue profesional entre 2012 y 2019.
En septiembre de 2019 anunció su retirada como ciclista profesional para poder dedicar más tiempo a su familia.

## Palmarés
2017
- 1 etapa del East Bohemia Tour

2018
- Trofej Umag-Umag Trophy[2]
- Istrian Spring Trophy